# ماريسا ميير
ماريسا ميير (بالإنجليزية: Marissa Meyer)‏ هي روائية أمريكية. روايتها الأولى، سيندر، قد صدرت في 3 يناير 2012. و هو الكتاب الأول في سلسلتها، "السجلات القمرية"

## خلفية
ولدت ميير في تاكوما (واشنطن) و تخرجت من جامعة المحيط الهادئ اللوثرية، حيث حصلت على درجة في الكتابة الإبداعية. قبل كتابة سيندر، عملت ميير كمعدلة كتب لخمس سنوات وكتبت الفان فيكشن سيلور مون تحت اسم قلمي أليسيا بلايد. في مقابلة مع أخبار-تريبيون، قال أن كتابة الفان فيكشن قد ساعدها لتعلم حرفة الكتابة، وأعطاها ملاحظات فورية وعلمها كيف تنتقد.
صحرت ميير أنها الهمت بداية لكتابة سيندر بعد مشاركتها عام 2008 في مسابقة NaNoWriMo للكتابة، حيث كتبت قصة مركزة على "قط ذو حذاء" مستقبلي. السجلات القمرية هو سلسلة من أربعة كتب (رباعية) مع فصول قائمة على سندريلا، ذات الرداء الأحمر، رابونزل، و بياض الثلج. كتاب لها، سيندر، كان من كتب النيويورك تايمز الأكثر مبيعا.
في عام 2013، تلقت ميير صفقة كتابين جديدين من فيول والأصدقاء لسلسلة شباب بالغين تتضن ملكة القلوب من أليس في بلاد العجائب. أول كتاب، بلا قلب، قرر أن يصدر في خريف 2015. بعد ذلك، ستبدأ بكتابة سلسلة أبطال خارقين.

## الحياة الشخصية
ميير متزوجة ب جيس تايلور.

## الأعمال

### سجلات القمرية
- سيندر (2012)
- سكارلت (2013)
- كريس (2014)
- وينتر (2015)
- فايريست:السجلات القمرية:قصة ليفانا (2015)

### أخرى
"مواطن الخلل"

## روابط خارجية
- ماريسا ميير على موقع ميوزك برينز (الإنجليزية)

- الموقع الرسمي
- ماريسا ميير في قاعدة بيانات الأنترنت للخيال التأملي
- ماريسا ميير في مراجع مكتبة الكونغرس.
- حساب ماريسا ميير على واتباد